# Honda Shuttle
De Honda Shuttle is een MPV, geproduceerd door Honda. Oorspronkelijk werd de Shuttle gebouwd op hetzelfde
platform als de Honda Civic. In 1983 werd de Honda Civic Shuttle gelanceerd in Europa. In 2000 werd de Honda Shuttle
vervangen door de Honda Stream.
De Shuttle was groter dan zijn voorganger, de Civic Shuttle.  De Shuttle is eigenlijk niets meer dan een Honda Odyssey 1 met een ander typeplaatje. De Odyssey 1 heeft als basis de Honda Accord en werd wereldwijd verkocht. 
In tegenstelling tot de Odysey was de Shuttle alleen leverbaar met een 2,2 liter 150 pk benzinemotor (latere jaren: 2,3 liter) in combinatie met een 4-traps automaat. Het model was verkrijgbaar in de uitrustingsniveaus ES en LS. Vierwielaandrijving was als optie leverbaar. Terwijl het zustermodel succesvol was in Azië, bleef het succes in de rest van de wereld bescheiden. In Europa vooral dankzij het ontbreken van handgeschakelde transmissies en  dieselmotoren.
Voor de VS was de Odyssey 1 (Shuttle) te klein, daardoor kregen zij een eigen Odyssey in 1999. Terwijl een verder ontwikkelde Odyssey 1 (Shuttle) in 1999 ook in Azië en Oceanië werd gelanceerd, werd de Shuttle tot 2000 gebouwd, aangezien Honda nog steeds het model voor Isuzu produceerde als Isuzu Oasis. De opvolger van de Shuttle was de in 2001 geïntroduceerde Honda Stream, die op zijn beurt weer werd ontwikkeld op basis van de Honda Ci.

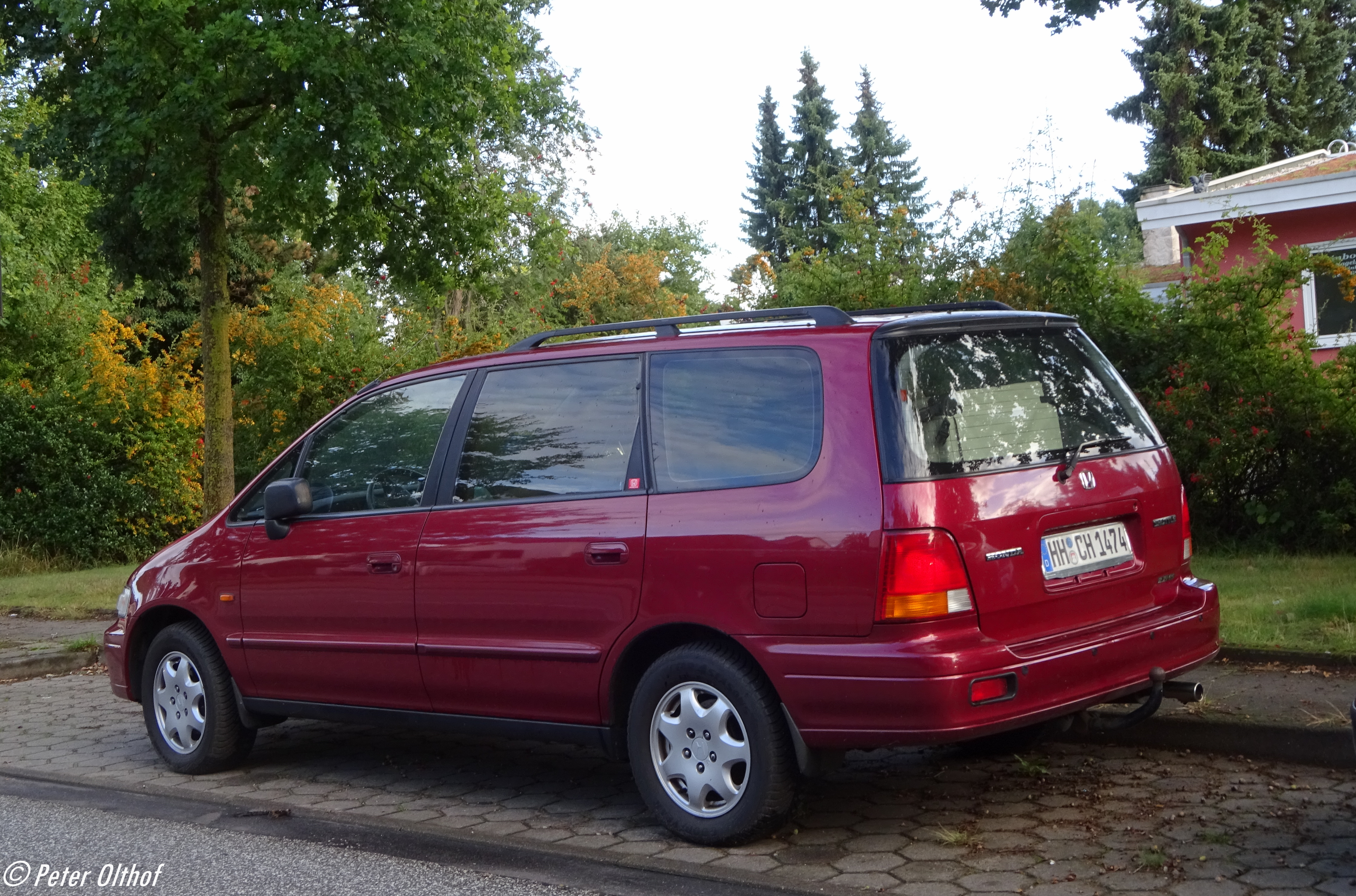
Honda Shuttle (achterkant)

Huidige modellen België & Nederland:
Civic ·
CR-V ·
HR-V ·
e ·
Jazz ·
NSX
Overige modellen internationaal:
Life ·
Zest ·
N BOX ·
Acty ·
Vamos ·
Civic Hybrid ·
FCX Clarity ·
Freed ·
Stream ·
StepWGN ·
Odyssey ·
Elysion ·
Crosstour ·
Passport ·
Pilot ·
Ridgeline
Uit productie:
N ·
Z ·
Today ·
That's ·
T ·
TN ·
S ·
Beat ·
Logo ·
Capa ·
Mobilio ·
L ·
S-MX ·
Airwave ·
CRX ·
1300 ·
Quintet ·
Integra ·
Concerto ·
Domani ·
Prelude ·
Ascot ·
Avancier ·
FR-V ·
Shuttle ·
Inspire ·
Legend ·
HR-V ·
Crossroad ·
Element ·
Horizon ·
Tourmaster ·
S2000 ·
NSX